# Anchenespepi I.
Anchenespepi I., auch Anchenesmerire I. genannt, war eine Königin der altägyptischen 6. Dynastie.

## Familie
Anchenespepi entstammte nicht der königlichen Familie. Ihre Eltern, über die fast nichts bekannt ist, hießen Chui und Nebet. Sie war mit Pharao Pepi I. verheiratet, ebenso wie ihre gleichnamige Schwester Anchenespepi II. Ihr Bruder Djau bekleidete unter Pepi I. das Amt des Wesirs. Aus ihrer Ehe mit diesem König ist ein Sohn bekannt: der spätere Pharao Merenre. Nach dem Tod Pepis I. gelangte Merenre für einige Jahre auf den Thron. Er heiratete seine nun verwitwete Tante Anchenespepi II.

## Grabstätte
Das Grab von Anchenespepi I. wurde bisher noch nicht entdeckt. Funde von Reliefbruchstücken, die ihren Namen tragen, lassen allerdings den Schluss zu, dass es sich in der königlichen Nekropole südlich der Pepi-I.-Pyramide befinden könnte. Dort haben französische Archäologen bisher acht Königinnenpyramiden freilegen können.

## Weitere Belege
Außer in der Umgebung ihrer Pyramide wird Anchenespepi noch auf einigen Fundstücken aus Abydos erwähnt, darunter auch ein Türpfosten, der ebenfalls den Namen ihres Bruders trägt. Des Weiteren wird ihr Name auf einer Alabaster-Vase genannt, die sich im Metropolitan Museum of Art in New York befindet und deren Fundort unbekannt ist.